# Nationalparker i Georgien

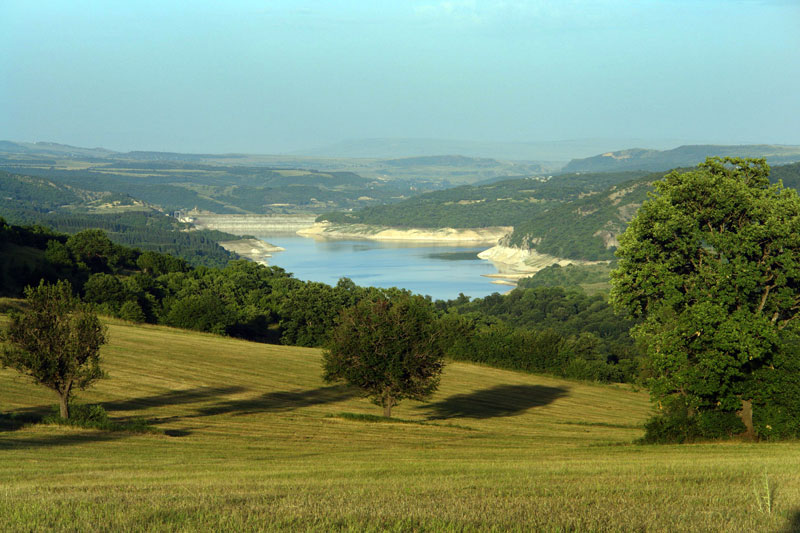
Landskapet kring Algetireservoaren

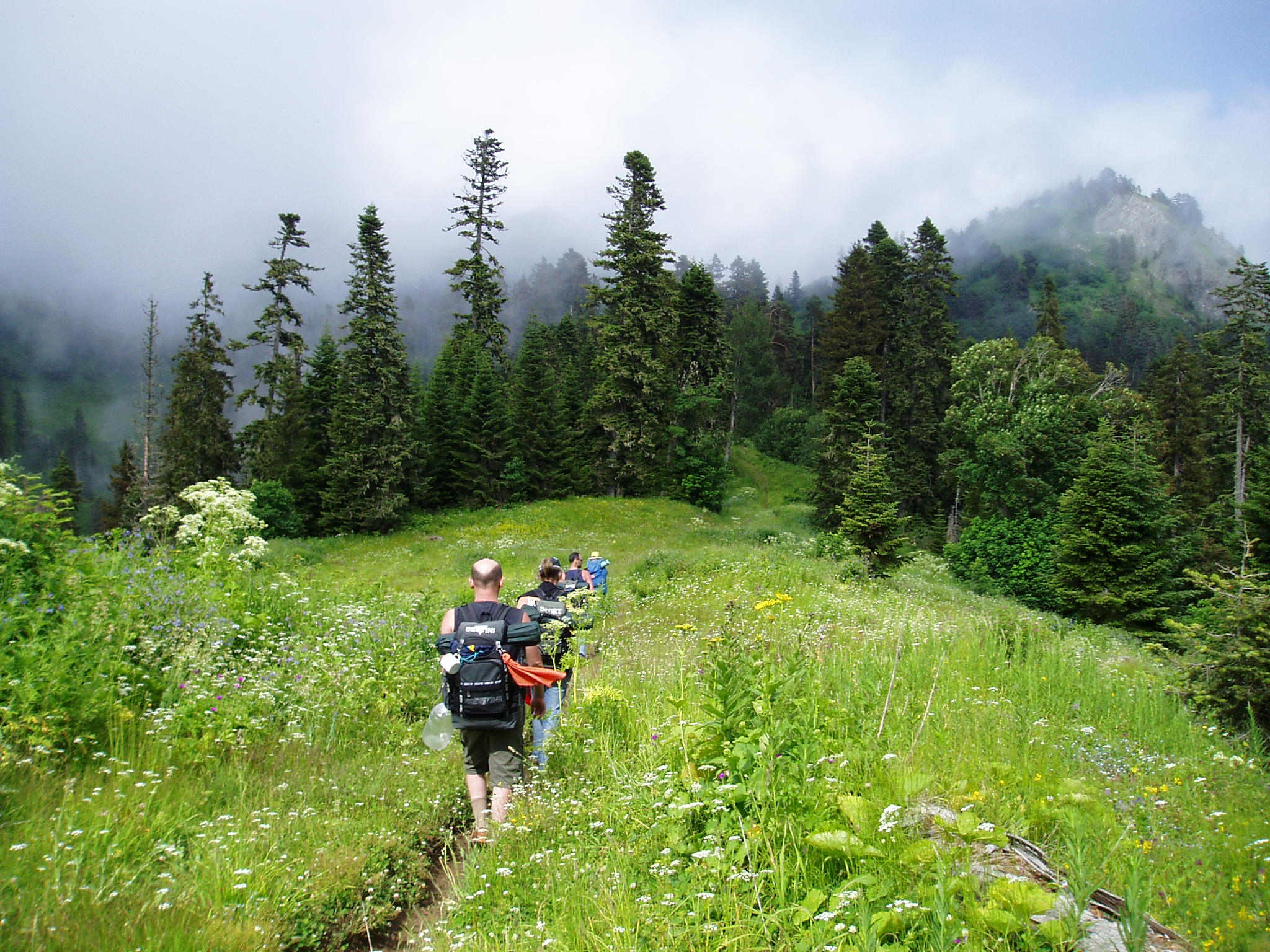
Bordzjomi-Charagauli nationalpark

Georgien har en lång historia gällande upprättandet av nationalparker. Den äldsta, Lagodechis naturreservat, grundades 1912. Idag utgör nationalparker 7% av Georgiens totala yta, och omkring 75% av de skyddade områdena är bevuxna med skog.
Upprättandet av nationalparker i Georgien sköts av ministeriet för miljöskydd och naturresurser i Georgien. 